# ريغي هاريل
ريغي هاريل (بالإنجليزية: Reggie Harrell)‏ هو لاعب كرة قدم أمريكية أمريكي، ولد في 28 نوفمبر 1981 في أرلينغتون في الولايات المتحدة.